# آلوارو دمندانیا دنیرا
آلوارو دمندانیا دنیرا دریانورد و کاشف اسپانیایی بود
او متولد کنگوستو، در شهرستان ال بیرثو، و برادرزاده لوپه گارسیا دی کاسترو، فرماندار پرو بود. او بیشتر به خاطر دو سفر اکتشافی در اقیانوس آرام در سال ۱۵۶۷ و ۱۵۹۵ در جستجوی سرزمین ناشناخته جنوبی شناخته شده‌است.